# Camilla Williams
Camilla Ella Williams (Danville, Virginia, 18 de octubre de 1919 - Bloomington, Indiana, 29 de enero de 2012) fue una soprano estadounidense y la primera afroamericana en recibir un contrato con una casa de ópera.
Hija de Fannie Carey Williams y Cornelius Booker, la menor de cuatro hermanos, su padre era chofer. Su abuelo era cantante y ella cantó en el coro de la iglesia Danville Calvary Baptist Church.
Estudió en la Universidad de Virginia y en Nueva York con Marion Szekely Freschl. En 1943 ganó la beca Marian Anderson.
Debutó en 1944, y en 1946 recibió un contrato con la  New York City Opera para cantar Madama Butterfly. Luego cantó Nedda, Mimi y Aida.   
En 1951 grabó Bess en la primera versión completa de la ópera de Gershwin. En 1954 fue la primera afroamericana en cantar en la Ópera Estatal de Viena como  Cio-Cio-San. En 1963 cantó "The Star-Spangled Banner" en la Casa Blanca.
Fue la primera afroamericana en enseñar en la cátedra de música en la Universidad de Indiana, en Bloomington.